# Selección femenina de voleibol de Rumania
La selección femenina de voleibol de Rumania es el equipo representativo del país en las competiciones oficiales de voleibol. Su organización está a cargo de la Federaţia Română de Volei (FRV).

## Palmarés
| Competición        |   |   |   | Total |
| ------------------ | - | - | - | ----- |
| Juegos Olímpicos   | 0 | 0 | 0 | 0     |
| Campeonato Mundial | 0 | 1 | 0 | 1     |
| Campeonato Europeo | 0 | 0 | 1 | 1     |
| Grand Prix         | 0 | 0 | 0 | 0     |
| Copa del Mundo     | 0 | 0 | 0 | 0     |
| Total              | 0 | 1 | 1 | 2     |

## Resultados

### Juegos Olímpicos
- 1964 — 4° Puesto
- 1968 - 1976 — No clasificado
- 1980 — 8° Puesto
- 1984 - 2012 — No clasificado

### Campeonato Mundial
- 1952 — 5° Puesto
- 1956 — 2° Puesto
- 1962 — 5° Puesto
- 1970 — 7° Puesto
- 1974 — 5° Puesto
- 1994 — 15° Puesto
- 2002 — 13° Puesto
- 2006 - 2014 — No clasificado